# Otto Dann
Otto Dann (* 24. August 1937 in Gersdorf/Pommern; † 1. Oktober 2014 in Hürth) war ein deutscher Historiker und Professor für Geschichte der Neuzeit an der Universität zu Köln.

## Leben
Otto Dann, Sohn eines Landwirts, war evangelisch, verließ nach seinem Abitur an der A. H. Francke-Oberschule in Halle im Jahr 1955 die DDR, arbeitete zunächst als Bergmann in Essen, dann als Werkstudent des Evangelischen Studienwerks Villigst in Dortmund, schließlich auf Gut Hedwigsburg bei Wolfenbüttel, um danach Landwirtschaft zu studieren. Ab 1958 studierte Dann Geschichte, Philosophie und Evangelische Theologie in Bethel, Berlin, Zürich, Köln, besonders aber in Heidelberg. Nach dem Examen an der Theologischen Fakultät im Jahr 1962 wurde er 1968 mit einer Dissertation über den Philosophen Johann Gottlieb Fichte bei Werner Conze und Dieter Henrich in Heidelberg zum Dr. phil. promoviert.
Seit 1968 arbeitete Dann als Wissenschaftlicher Assistent unter Theodor Schieder am Historischen Seminar der Universität zu Köln, speziell an einem Projekt zur Erforschung europäischer Nationalbewegungen. Im Jahr 1974 habilitierte er sich in Köln mit einer Untersuchung über den sozial-politischen Gleichheitsbegriff im Fache Neuere Geschichte an der Philosophischen Fakultät. Zu Beginn des Jahres 1980 wurde er dort auf einen Lehrstuhl für Neuere Geschichte berufen. Ab 1986 leitete er den interdisziplinären Arbeitskreis für Nationalismusforschung. Nach seiner Emeritierung im Jahr 2002 war er im Akademischen Jahr 2002/03 Stipendiat am Wissenschaftskolleg der Niederlande (NIAS) in Wassenaar.
Dann war seit 1965 mit Antje Dann, geborene Markert, verheiratet und war Vater dreier Kinder. Er starb im Oktober 2014 im Alter von 77 Jahren in seinem Wohnort Hürth-Alstädten. Dann wurde am 10. Oktober 2014 nach einer Trauerfeier auf dem Friedhof in Alt-Hürth beigesetzt.

## Mitgliedschaften
Dann war Mitglied der Vereinigung Deutscher Wissenschaftler, der Deutschen Gesellschaft zur Erforschung des Politischen Denkens, der Vereinigung für Verfassungsgeschichte, der Internationalen Herder-Gesellschaft, des Verbandes der Historiker und Historikerinnen Deutschlands und des Zentral-Dombau-Vereins zu Köln. Er war 1984 Mitbegründer des Arbeitskreises Historische Friedensforschung, dem er bis nach seinem Ruhestand als Mitglied angehörte.

## Forschungsschwerpunkte
Zu den Forschungsschwerpunkten Danns gehörten Nationsforschung, bürgerliche Vereinsbildung (18. und 19. Jahrhundert), politische Begriffs- und Ideengeschichte, speziell Kant, Herder, Schiller, Fichte, Gustav Heinemann im 20. Jahrhundert. Mit dem Thema Heinemann kehrte er zu seinen Anfängen der Friedensforschungen 1970 in Heidelberg zurück, als Heinemann die dortige Arbeitsgemeinschaft für Friedens- und Konfliktforschung förderte.

## Schriften (Auswahl)
Otto Dann war Mitarbeiter am Lexikon Geschichtliche Grundbegriffe und an der Schiller-Nationalausgabe. Sein Verzeichnis wissenschaftlicher Schriften umfasst 147 Publikationen, darunter 21 Bücher.
- Nation und Nationalismus in Deutschland 1770–1990. München 1993. 3., erweiterte und überarbeitete Auflage, München 1996.
- Gleichheit und Gleichberechtigung. Die Geschichte des politisch-sozialen Gleichheitspostulats der Neuzeit bis zur Mitte des 19. Jahrhunderts, Berlin 1980.
- Vereinsbildung und Nationsbildung. Sieben Beiträge, hrsg. von Albert Eßer, Johannes Koll, Georg Mölich, Raimund Neuß, Köln 2003.

Herausgeberschaften 
- Nationalismus und sozialer Wandel in Deutschland 1806–1850, Der moderne Nationalismus als Problem historischer Entwicklungsforschung. In: Nationalismus und sozialer Wandel, Hamburg 1978.
- Die Lesegesellschaften und die Herausbildung einer modernen bürgerlichen Gesellschaft in Europa. In: Lesegesellschaften und bürgerliche Emanzipation. Ein europäischer Vergleich, München 1981.
- Die Anfänge der Sozialdemokratie in Köln nach dem Zweiten Weltkrieg. In: Köln nach dem Nationalsozialismus. Der Beginn des gesellschaftlichen und politischen Lebens in den Jahren 1945/46, Wuppertal 1981.
- Preußen. Entwicklung und Probleme eines modernen Staates. Stuttgart 1983.
- Die Dombau-Bewegung und die Kölner Gesellschaft in der ersten Hälfte des 19. Jahrhunderts. In: Religion – Kunst – Vaterland. Der Kölner Dom im 19. Jahrhundert. Köln 1983.
- mit Norbert Oellers und Ernst Osterkamp: Schiller als Historiker. J.B. Metzler, Stuttgart/Weimar 1995.

Beiträge
- Johann Gottlieb Fichte. Die 'Bestimmung des Gelehrten' in der Gesellschaft. In: Geschichte und politisches Handeln. Studien zu europäischen Denkern der Neuzeit, hrsg. v. Peter Alter u. a., Stuttgart 1985.
- Herder und die Deutsche Bewegung. In: Johann Gottfried Herder. 1744–1803, hrsg. von Gerhard Sauder, Hamburg 1987.
- Der deutsche Bürger wird Soldat. Zur Entstehung des bürgerlichen Kriegsengagements in Deutschland. In: Lehren aus der Geschichte? Historische Friedensforschung, Frankfurt 1990.
- Nazionalismo e nazione tedesca dal 1945 a oggi. In: Scienza e Politica 5, Trento 1991.
- Jena in der Epoche der Revolution. In: Evolution des Geistes. Jena um 1800, hrsg. von Friedrich Strack, Stuttgart 1994.
- Deutsche Nationsbildung im Zeichen französischer Herausforderung. In: Die deutsche Nation. Geschichte – Probleme – Perspektiven. Vierow 1994.
- Friedrich Schiller. Historische Schriften und Erzählungen, 2 Bde., Frankfurt/M. 2000–2002.
- Geschichte Deutschlands. In: Aufriss der historischen Wissenschaften. Bd. 2: Räume, hrsg. von Michael Maurer, Stuttgart 2001.
- Schiller. In: Deutsche Erinnerungsorte, hrsg. von Etienne François u. Hagen Schulze, München 2001, auch in: Das Parlament, B 9–10, 2005.
- Kant’s Republicanism and its Echoes. In: Jürgen Heideking, James A. Henretta (Ed.): Republicanism and Liberalism in America and the German States, 1750–1850. Cambridge 2002.